# Професионална гимназия по лека промишленост и икономика „Атанас Буров“
Професионална гимназия по лека промишленост и икономика „Атанас Буров“ (ПГЛПИ) е средно училище в Горна Оряховица, създадено през 1964 г.

## История
С решение на МС №287 от 15 септември в Горна Оряховица се открива „Професионално техническо училище по металообработване“. На следващата 1965 г. е преименувано на „Професионално техническо училище по машиностроене“. През учебната 1968 – 1969 г. училището се трансформира в „Средно професионално-техническо училище по машиностроене“. През 1975 към СПТУМ се открива филиал в гр. Лясковец, който съществува до 1987 г. На 30 ноември 1984 г. проф. Александър Фол, тогавашен министър на просветата, открива модерен учебно-производствен корпус и СПТУМ се утвърждава като водещо средно професионално техническо училище в региона и страната.
От пролетта на 1999 година в историята на училището се вплита и съдбата на Атанас Буров – родолюбец, политик, финансист – индустриалец, избран за патрон на новосъздадения Техникум по лека промишленост и икономика „Атанас Буров“. От 2003 година училището е преименувано в Професионална гимназия по лека промишленост и икономика „Атанас Буров“. ПГЛПИ „Атанас Буров“ в цялостната си дейност от откриването си се ръководи от амбициозна програма и стратегия за развитие.
От 1999 г. в училището учениците имат възможност да се обучават в няколко икономически специалности: ”Икономика на промишлеността“, ”Данъчен и митнически посредник“, ” Икономика на търговията“, ” Банково дело“, „Оперативно счетоводство“, „Бизнес администрация“, „Електронна търговия“, „Икономика и мениджмънт“. Интересът на родители и ученици се поддържа, благодарение на участие в извънучилищни изяви и инициативи. Осъществено е партньорство с фондация „Атанас Буров“ – ежегодно дванадесетокласниците имат възможност да кандидатстват за стипендии и да бъдат удостоявани с тях. Стипендиите, които отпуска фондация „Атанас Буров“ са за постигане на отличен успех в курса на обучението и участия в извънкласни инициативи.